# James Brokenshire

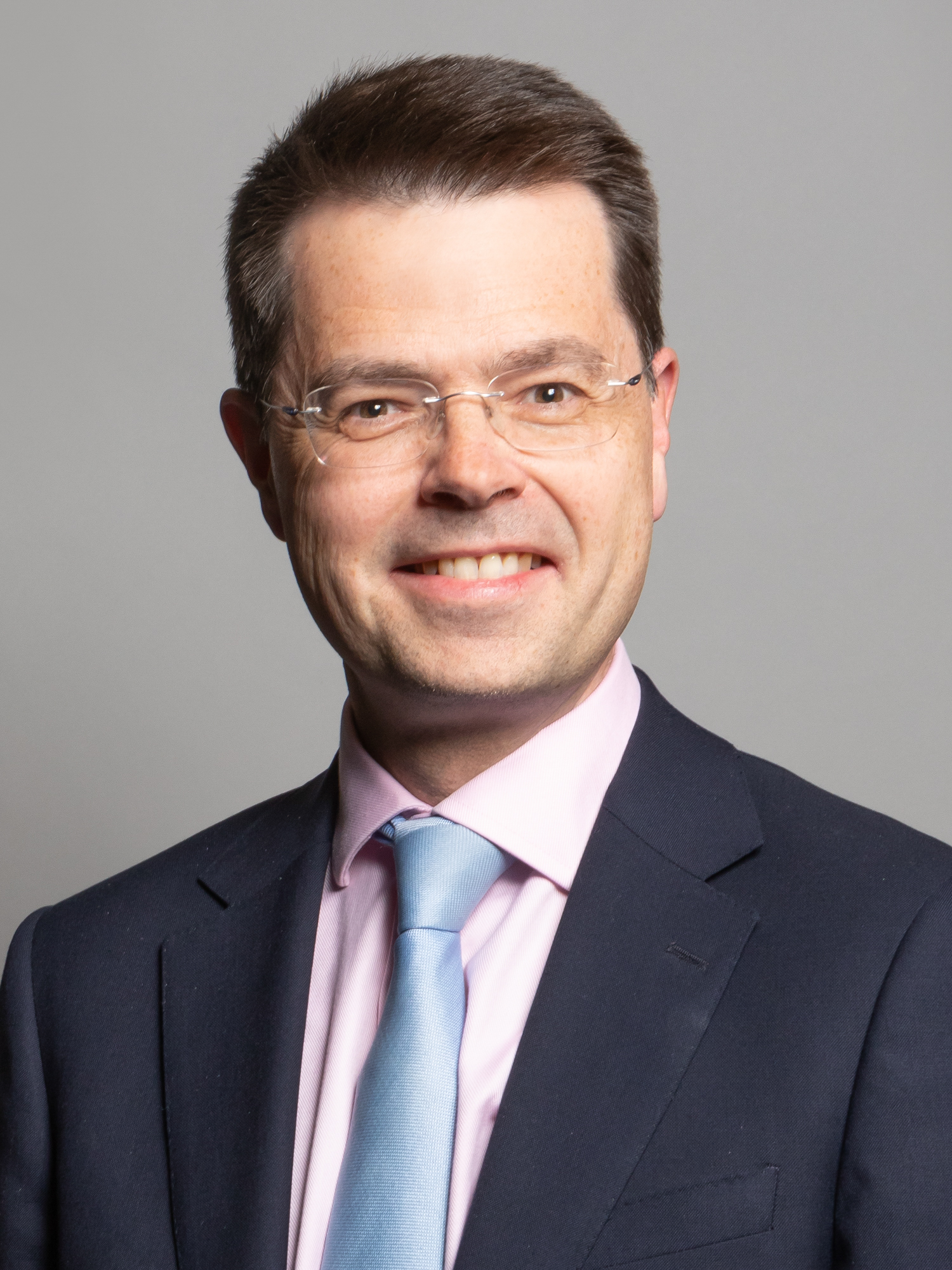
James Brokenshire (12. Januar 2020)

James Peter Brokenshire, PC (* 8. Januar 1968 in Southend-on-Sea, Essex; † 7. Oktober 2021 in Dartford, Kent) war ein britischer Politiker der Conservative Party, der unter anderem von 2005 bis zu seinem Tode 2021 Abgeordneter des Unterhauses (House of Commons) sowie zwischen 2016 und 2018 im ersten und zweiten Kabinett May Minister für Nordirland (Secretary of State for Northern Ireland) war. Im zweiten Kabinett May fungierte er von 2019 bis 2020 als Minister für Wohnungsbau, Kommunen und lokale Selbstverwaltung (Secretary of State for Housing, Communities and Local Government) und war zuletzt nach der Kabinettsumbildung am 13. Februar 2020 bis zu seinem Tode am 7. Oktober 2021 Staatsminister für Sicherheit und Grenzen im Innenministerium (Minister of State, Home Office (Minister for Security and Borders)).

## Leben
James Peter Brokenshire absolvierte nach dem Besuch der Davenant Foundation Grammar School in Loughton und dem Cambridge Centre for Sixth Form Studies ein Studium der Rechtswissenschaften an der Universität Exeter. Nach Abschluss des Studiums und seiner Zulassung als Rechtsanwalt war er als Partner der großen internationalen Anwaltskanzlei Jones Day und beriet eine Reihe von Unternehmen, Betrieben und Finanzinstituten in den Bereichen Gesellschaftsrecht, Fusionen und Übernahmen sowie Corporate-Finance-Transaktionen. Bei der Unterhauswahl am 5. Mai 2005 wurde er als Nachfolger des Labour-Party-Politikers John Cryer für die Conservative Party im Wahlkreis Hornchurch erstmals als Abgeordneter in das Unterhaus (House of Commons) Er hatte sich für Themen wie Kriminalität, Asyl und Einwanderung sowie den Erhalt von Gesundheitseinrichtungen im örtlichen Krankenhaus eingesetzt. Zu Beginn seiner Parlamentszugehörigkeit war er zwischen dem 12. Juli 2005 und dem 11. Dezember 2006 Mitglied des Ausschusses für Verfassungsangelegenheiten (Constitutional Affairs Committee) und war vom 8. November 2006 und dem 6. Mai 2010 im Schattenkabinett (Shadow Cabinet) der Conservative Party „Schatten-Innenminister“.
Nachdem sein bisheriger Wahlkreis Hornchurch aufgelöst worden war, wurde Brokenshire bei den Unterhauswahlen am 6. Mai 2010 als Nachfolger seines Parteifreundes Derek Conway im Wahlkreis Old Bexley and Sidcup wieder zum Abgeordneten des Unterhauses gewählt. Er wurde bei den Wahlen am 7. Mai 2015, am 8. Juni 2017 und am 12. Dezember 2019 jeweils wiedergewählt und gehörte dem House of Commons bis zu seinem Tod am 7. Oktober 2021 wiedergewählt. Nach dem Wahlsieg der Conservative Party bei der Unterhauswahl am 6. Mai 2010 fungierte Brokenshire zwischen dem 13. Mai 2010 und dem 8. Februar 2014 zunächst als Parlamentarischer Staatssekretär für Sicherheit im Innenministerium (Parliamentary Under-Secretary, Home Office (Security)) sowie im Anschluss vom 8. Februar 2014 bis zum 14. Juli 2016 als Staatsminister für Sicherheit und Einwanderung im Innenministerium (Minister of State, Home Office (Security and Immigration)). In dieser Funktion wurde er am 4. Juni 2015 außerdem Mitglied des Privy Council.
Daraufhin wurde James Brokenshire am 14. Juli 2016 als Minister für Nordirland (Secretary of State for Northern Ireland) in das Kabinett May I und bekleidete dieses Ministeramt vom 11. Juni 2017 bis zu seiner Ablösung durch Karen Bradley am 8. Januar 2018 auch im Kabinett May II. Während seiner Amtszeit als Nordirland-Minister erfolgte die Wahl zur Nordirland-Versammlung am 2. März 2017, nach der er die Frist zur Regierungsbildung verlängern musste, nachdem am 26. März 2017 immer noch keine Einigung in Sicht war.
Nachdem er knapp drei Monate kein Regierungsamt bekleidete, löste Brokenshire am 30. April 2018 Sajid Javid als Minister für Wohnungsbau, Kommunen und lokale Selbstverwaltung (Secretary of State for Housing, Communities and Local Government) ab und behielt dieses Ministeramt bis Ende der Amtszeit des zweiten Kabinetts May am 24. Juli 2019. Als im zweiten Kabinett Boris Johnson am 13. Februar 2020 eine umfangreiche Kabinettsumbildung vorgenommen wurde, wurde er Staatsminister für Sicherheit und Grenzen im Innenministerium (Minister of State, Home Office (Minister for Security and Borders)) und behielt dieses Amt bis zu seinem Rücktritt am 7. Oktober 2021, um sich einer Krebsbehandlung zu unterziehen. Bei der durch seinen Tod am 7. Oktober 2021 notwendigen Nachwahl (By-election) im Wahlkreis Old Bexley and Sidcup war sein Parteifreund Louie French am 2. Dezember 2021 neuer Abgeordneter des Unterhauses.
Aus seiner 1999 geschlossenen Ehe mit Cathrine Anne Mamelok gingen drei Kinder hervor.